# Sándor Mátrai
Sándor Mátrai, né le 20 novembre 1932 et mort le 29 mai 2002, est un footballeur hongrois.
Ce défenseur latéral compte 81 sélections en équipe de Hongrie entre 1956 et 1967, ce qui en fait le défenseur hongrois le plus capé de tous les temps.
Mátrai a disputé trois coupes du monde avec la Hongrie, en 1958, 1962 et 1966.